# (16500) 1990 SX10
A (16500) 1990 SX10 a Naprendszer kisbolygóövében található aszteroida. Henry E. Holt fedezte fel 1990. szeptember 16-án.